# Paján (canton)
Paján est un canton d'Équateur situé dans la province de Manabí.